# Verhoogde dodecaëder
Een verhoogde dodecaëder is in de meetkunde het johnsonlichaam J58. Deze ruimtelijke figuur kan worden geconstrueerd door een vijfhoekige piramide J2 met zijn grondvlak op een van de zijvlakken van een regelmatig twaalfvlak te plaatsen. 
Een paradubbelverhoogde dodecaëder J59, een metadubbelverhoogde dodecaëder J60 en een drievoudig verhoogde dodecaëder J61 worden ook geconstrueerd door vijfhoekige piramides tegen de zijvlakken van een regelmatig twaalfvlak te plaatsen, achtereenvolgens twee, twee en drie piramides, maar nooit tegen naast elkaar liggende zijvlakken van het twaalfvlak aan. De zijvlakken van een regelmatig twaalfvlak zijn alle 12 een regelmatige vijfhoek.
De 92 johnsonlichamen werden in 1966 door Norman Johnson benoemd en beschreven.
- (en)  MathWorld. Augmented dodecahedron.